# Wiktor Żurawlow
Wiktor (Filipp) Pawłowicz (Fiłatowicz) Żurawlow (ros. Виктор (Филипп) Павлович (Филатович) Журавлёв, ur. 1 listopada?/14 listopada 1901 lub w roku 1902 we wsi Imias k. Minusińska, zm. 1 grudnia 1946) – radziecki działacz partyjny, funkcjonariusz Czeki, OGPU i NKWD.

## Życiorys
W latach 1919–1921 w Armii Czerwonej, dowódca plutonu, uczestnik wojny domowej, od 1920 w RKP(b), od marca 1921 w Czece, gdzie był komisarzem operacyjnym, pełnomocnikiem rejonowym, pełnomocnikiem Czeki w guberni omskiej, pełnomoccnikiem OGUP w Zachodniej Syberii, 1933-1934 naczelnikiem sektora operacyjnego OGPU w Omsku, a 1934-1937 naczelnikiem wydziału sekretno-politycznego, zastępcą naczelnika miejskiego oddziału NKWD w Tomsku i zastępcą naczelnika Wydziału III Zarządu NKWD w Kraju Krasnojarskim. Od 28 września 1937 do 28 lutego 1938 szef Zarządu NKWD w obwodzie kujbyszewskim w stopniu kapitana, następnie (od 3 stycznia 1938) starszego majora Bezpieczeństwa Państwowego, od 28 lutego do 5 grudnia 1938 szef Zarządu NKWD w obwodzie iwanowskim, następnie do 13 czerwca 1939 szef NKWD obwodu moskiewskiego. Od 31 marca 1939 do 20 lutego 1941 zastępca członka KC WKP(b). Od 22 czerwca 1939 do 8 marca 1944 naczelnik obozu pracy NKWD w Karagandzie, następnie do lipca 1944 pracował w Wydziale Kadr NKWD ZSRR. 1944-1946 w Zarządzie Budownictwa Dalekiego Wschodu NKWD ZSRR. Zmarł w niejasnych okolicznościach w czasie drogi do Moskwy. Był odznaczony Orderem Czerwonej Gwiazdy (19 grudnia 1937), Medalem XX-lecia Armii Czerwonej (22 lutego 1938) i Orderem „Znak Honoru” (27 września 1943).